# Volgograd Arena
Volgograd Arena (rusă: Волгоград Арена) este un stadion de fotbal aflat în construcție în orașul Volgograd, capitala regiunii Volgograd, subdiviziune administrativă în Federația Rusă. În conformitate cu decizia FIFA, stadionul va găzdui mai multe jocuri la Campionatul Mondial de Fotbal 2018 și va servi, de asemenea, ca stadion de origine al clubului de fotbal FC Rotor Volgograd. Stadionul va avea o capacitate de 45.568 de spectatori.

## Istorie
Stadionul va fi construit pe locul fostului Stadion Central (demolat), la poalele complexului memorial Kurganul lui Mamai, în apropiere de râul Volga. Stadionul anterior a fost construit în 1958, pe locul unui fost depozit de petrol. Această zonă a fost neamenajată, ocupată în mod aleatoriu de clădiri cu valoare redusă, depozite, barăci și ravene.

## Campionatul Mondial de fotbal 2018
| Data          | Ora | Echipa #1 | Rezultat | Echipa #2 | Faza    | Spectatori |
| ------------- | --- | --------- | -------- | --------- | ------- | ---------- |
| 18 iunie 2018 |     | G3        | –        | G4        | Grupa G |            |
| 22 iunie 2018 |     | D4        | –        | D2        | Grupa D |            |
| 25 iunie 2018 |     | A2        | –        | A3        | Grupa A |            |
| 28 iunie 2018 |     | H4        | –        | H1        | Grupa H |            |